# Nicolás Frutos
Nicolás Alejandro Frutos né le 13 mai 1981 a Santa Fe (Argentine), est un footballeur professionnel argentin jouant au poste d'attaquant. Il a officiellement pris sa retraite sportive le 30 mars 2010 à cause de douleurs récurrentes au tendon d'Achille.

## Biographie

### Comme joueur
Nicolas Frutos, dit le "Héron" commence sa carrière dans le club argentin de l'Union de Santa Fe à 18 ans ; il y inscrit 6 buts en 36 matchs avant de partir en 2002, après la relégation de son club de Santa Fe (Argentine). Il est accueilli par San Lorenzo qui voit en lui de grosses qualités individuelles, mais n’y joue finalement qu'une saison, ne parvenant pas à répondre aux attentes placées en lui malgré 4 buts inscrits. Frutos est transféré au club de Nueva Chicago avant d'être de nouveau transféré cette fois-ci en Espagne à l'UD Las Palmas, pour sa première expérience européenne. Cela se conclura par une saison frustrante, car Frutos ne jouera que 18 matchs. En 2004, il retourne en Argentine dans l'un des grands clubs du pays, Gimnasia La Plata, où il inscrira 7 buts en 17 matchs pendant la phase aller. Ces bonnes prestations attirent les recruteurs d'Independiente, qu'il rejoindra pendant le mercato d'hiver. En une saison et demie, il marquera un total de 19 buts en 28 matchs. 
En janvier 2006, il s'envole alors pour la Belgique, direction Anderlecht. Le RSC Anderlecht doit cependant payer la somme de 2,5 millions d'Euros pour s'attirer les services du géant argentin. Il deviendra l'un des chouchous du stade Constant Vanden Stock où il s'impose comme un attaquant puissant, technique et courageux. Il est souvent gêné par des blessures persistantes au niveau du tendon d'Achille qui risquait une rupture totale. Ceci l'oblige à mettre fin au contrat qui le liait avec le RSCA jusqu'en 2014 : les risques devenaient bien trop élevés, car il ne pouvait plus supporter le rythme normal de séances malgré de nombreuses opérations. 
Il joue son dernier match le 6 février 2010 contre le Saint-Trond et laisse une marque indélébile dans l'esprit des supporters d'Anderlecht, avec un ratio buts/matchs très élevé en Belgique (52 buts en 94 matchs) alors qu'il a manqué plus de la moitié des matchs d'Anderlecht en 4 ans, rentrant souvent en cours de jeu au cours de son passage au club. 

### Poursuite dans le milieu du football
S'il raccroche les crampons, l'Argentin reste actif dans le monde du football : il devient en effet directeur du club de ses débuts, l'Union de Santa Fe, et en 2015 il devient le coach espoir de son club de cœur, le RSC Anderlecht. Depuis la saison 2016-2017, il fait partie du staff technique du noyau A du RSC Anderlecht. Cette saison-là, le club remporte le titre de champion de Belgique.
Le 18 septembre 2017, à la suite du départ de l'entraîneur du RSC Anderlecht, René Weiler, Nicolas Frutos est désigné entraîneur intérimaire.  Il quitte le club après avoir dirigé les quatre matchs prévus et à la suite de l'arrivée de Hein Vanhaezebrouck comme entraîneur principal.
Il fait son retour au Sporting d'Anderlecht comme entraîneur adjoint le 15 juin 2020.
Le 1er février 2021, il quitte son poste d'adjoint pour rejoindre son compatriote Hernan Losada en tant que T2 aux États-Unis dans le club de D.C. United.
En avril 2023, Frutos devient directeur technique de la RAAL La Louvière, club belge de Nationale 1 (division 3 belge), ainsi que directeur de l'école des jeunes. En 2023, il devient aussi consultant dans l'émission sportive télévisée La Tribune diffusée sur la chaine belge Tipik.

## Palmarès
- Champion de Belgique en 2006, 2007 et 2010 avec le RSC Anderlecht
- Vainqueur de la Supercoupe de Belgique en 2006 et 2007 avec RSC Anderlecht
- Vainqueur de la Coupe de Belgique en 2008 avec le RSC Anderlecht